# Buschklee
Buschklee (Lespedeza) ist eine Pflanzengattung in der Unterfamilie Schmetterlingsblütler (Faboideae) innerhalb der Familie Hülsenfrüchtler (Fabaceae). Die 40 bis 60 Arten sind in Ost- und Südostasien vom Himalaja über China und Japan bis nach Australien sowie in Nordamerika verbreitet.

## Beschreibung

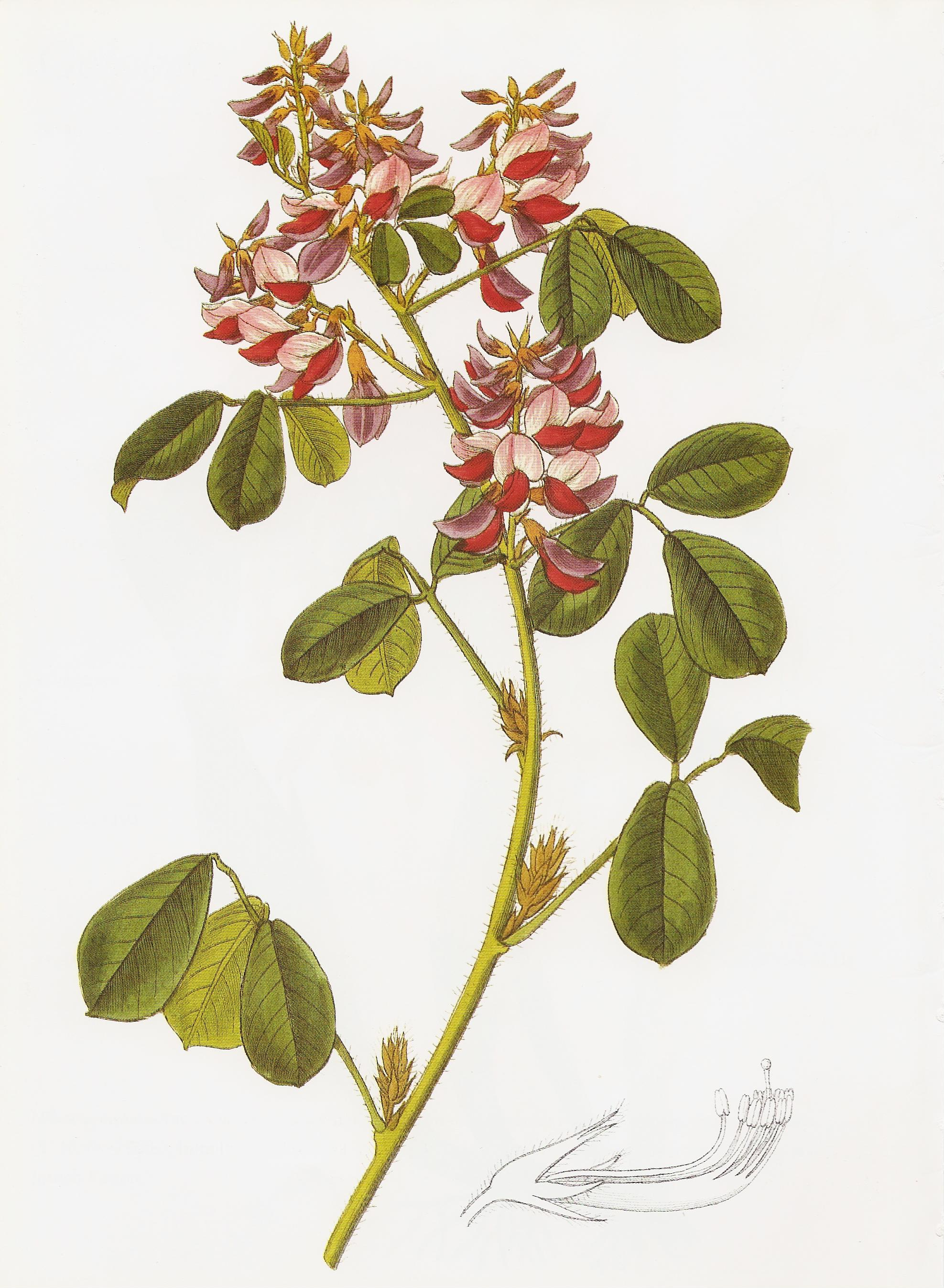
Illustration von Lespedeza macrostyla

### Erscheinungsbild und Blätter
Buschklee-Arten sind krautige Pflanzen, Halbsträucher oder sommergrüne Sträucher, oft mit kriechenden oder schleppenartig überhängenden Zweigen. Die Rinde ist manchmal flaumig behaart. Die wechselständig angeordneten Laubblätter sind unpaarig dreiteilig gefiedert.

### Blütenstände, Blüten und Früchte
Es werden seitenständige traubige oder bündelige Blütenstände gebildet. Je zwei Blüten stehen über einem haltbaren Tragblatt. An der Spitze des Blütenstiels stehen zwei kleine Hochblättchen. Die zwittrigen, zygomorphen Blüten sind fünfzählig mit doppelter Blütenhülle. Die fünf Kelchblätter sind nur kurz glockenförmig verwachsen, der mit fünf Kelchzipfeln. Die Blütenkrone besitzt die typische Form einer Schmetterlingsblüte. Die Fahne ist länglich bis verkehrt-eiförmig. Das Schiffchen ist nach oben gebogen und endet stumpf. Die genagelten (an der Basis abrupt verschmälerten) Flügel sind länglich, geöhrt und sie haften dem Schiffchen an. Neun der zehn Staubfäden sind miteinander verwachsen.
Die einsamige Hülsenfrucht öffnet sich nicht.

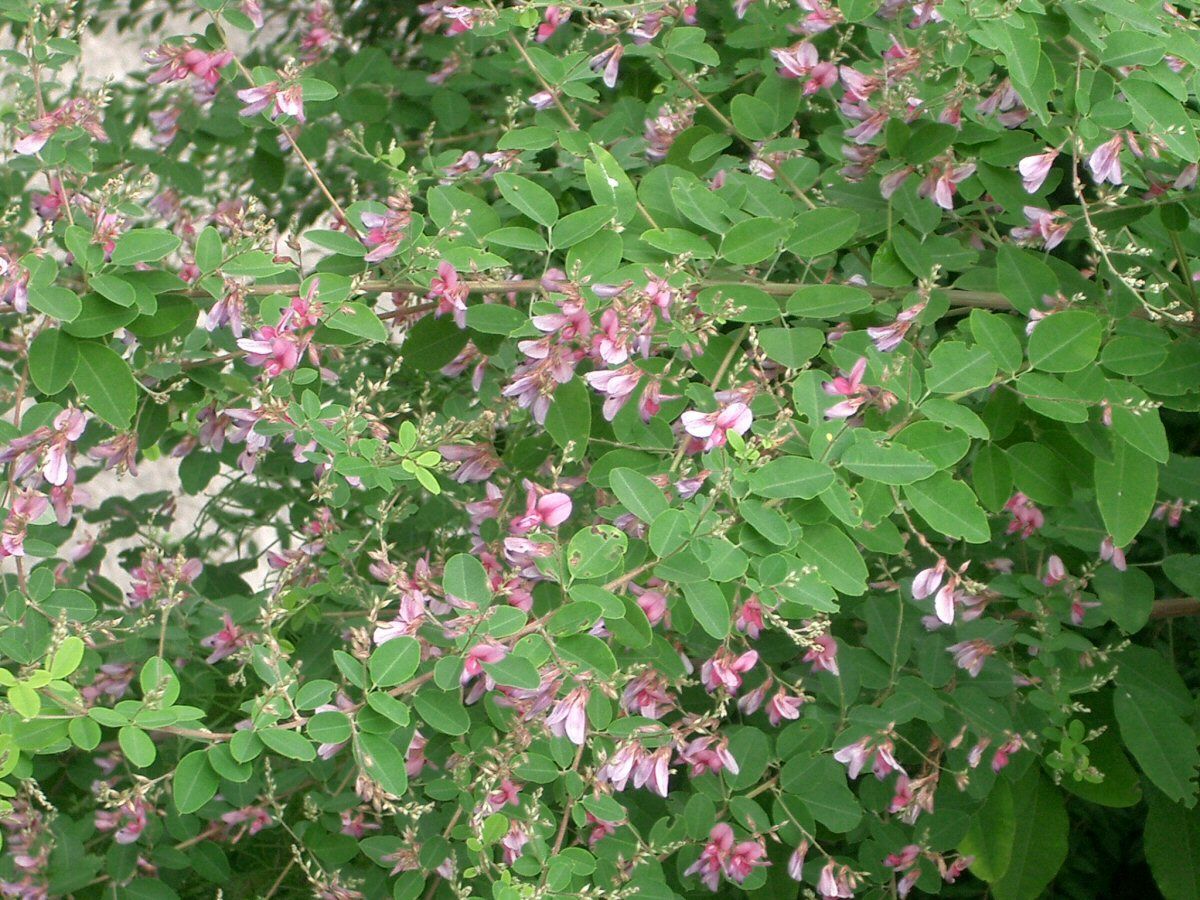
Zweifarbiger Buschklee (Lespedeza bicolor)

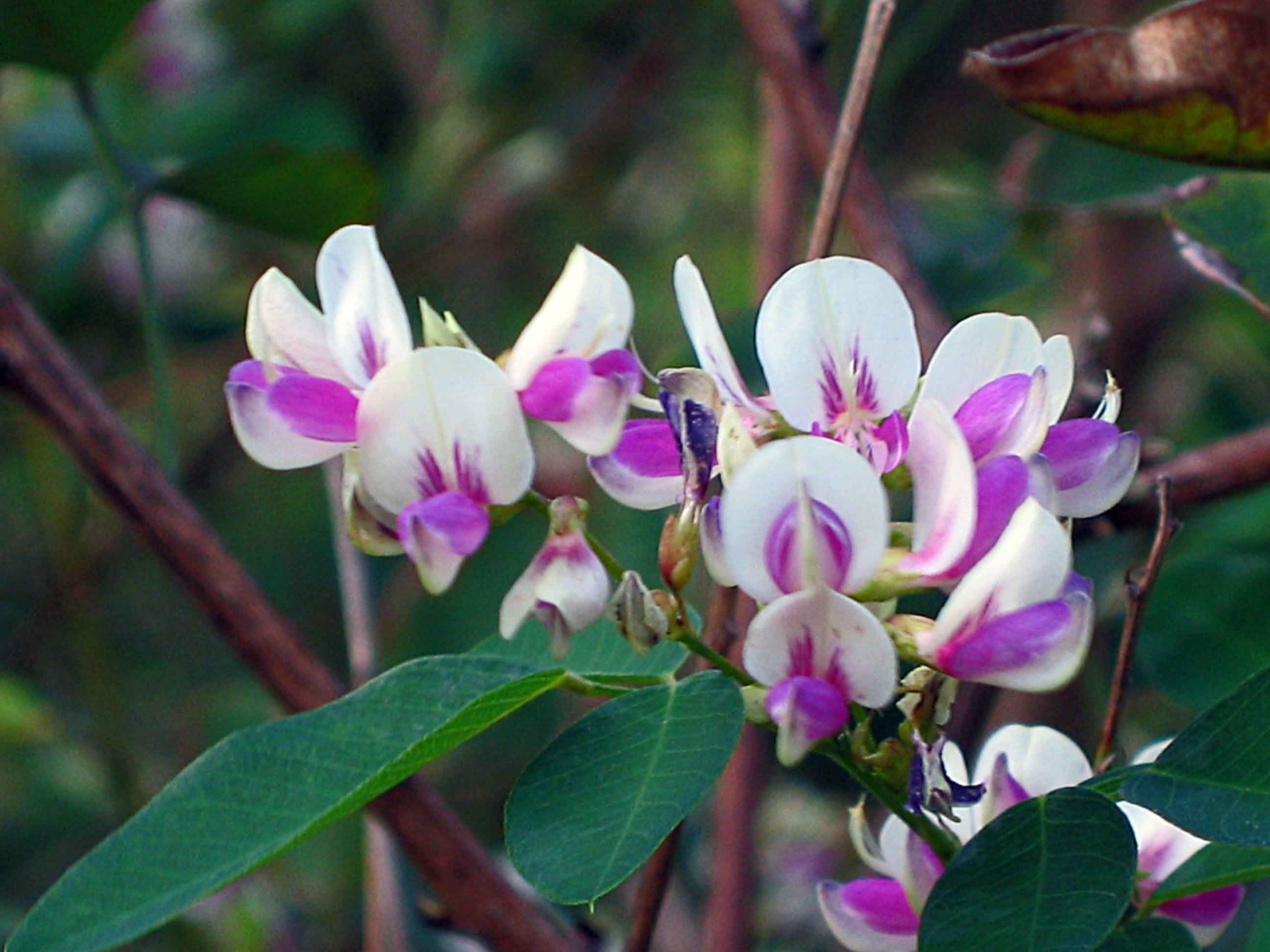
Lespedeza buergeri

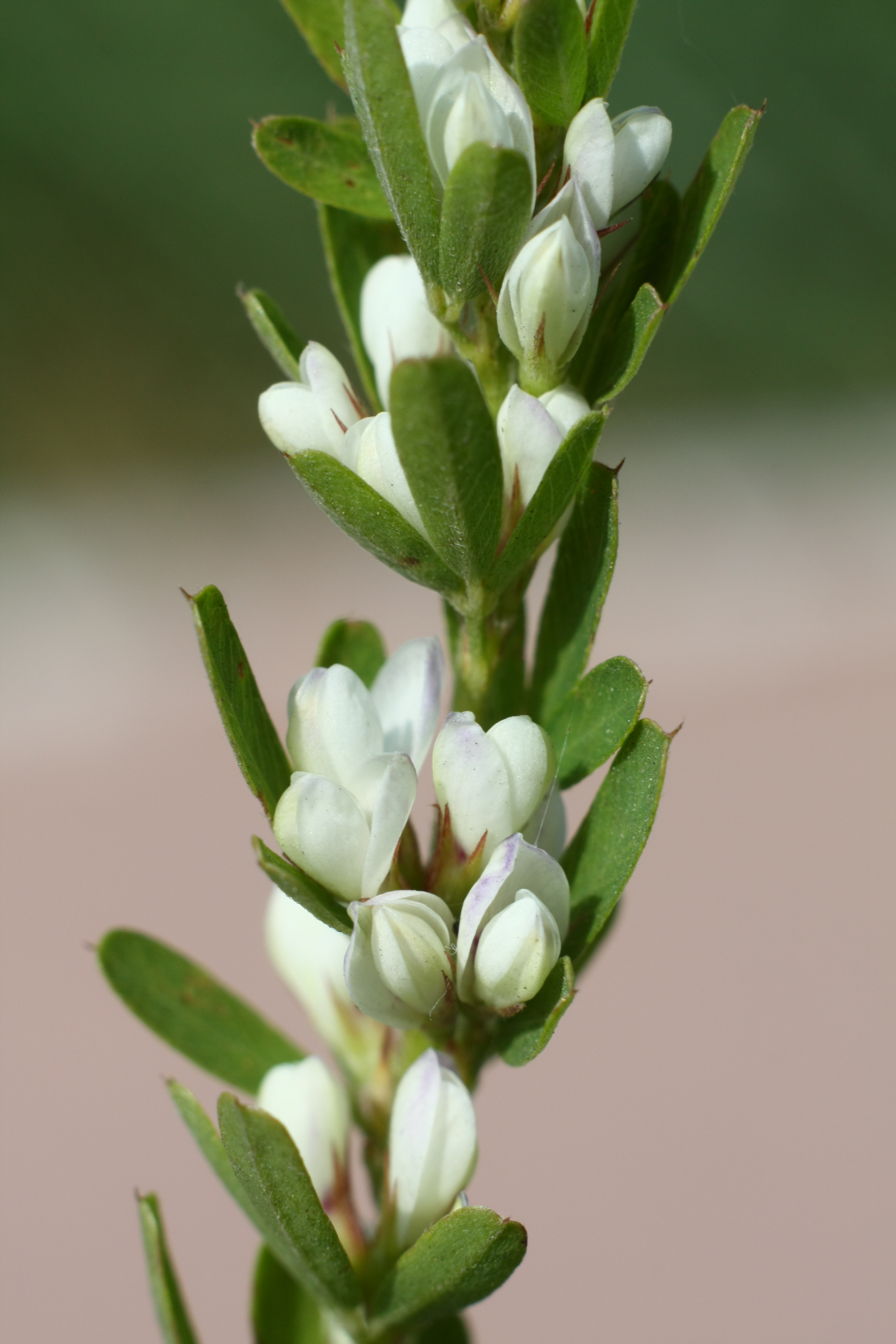
Chinesischer Buschklee (Lespedeza cuneata)

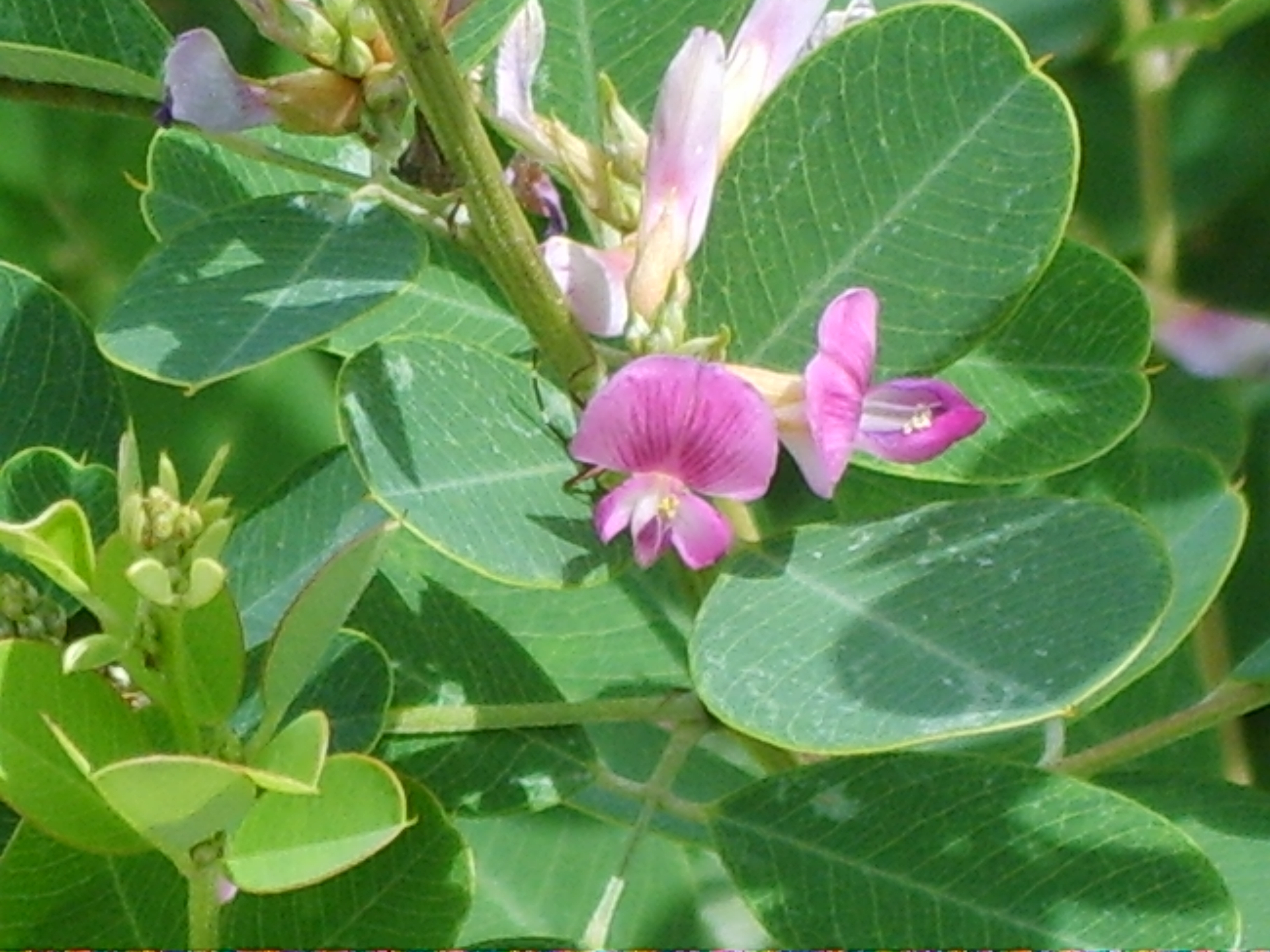
Lespedeza cyrtobotrya

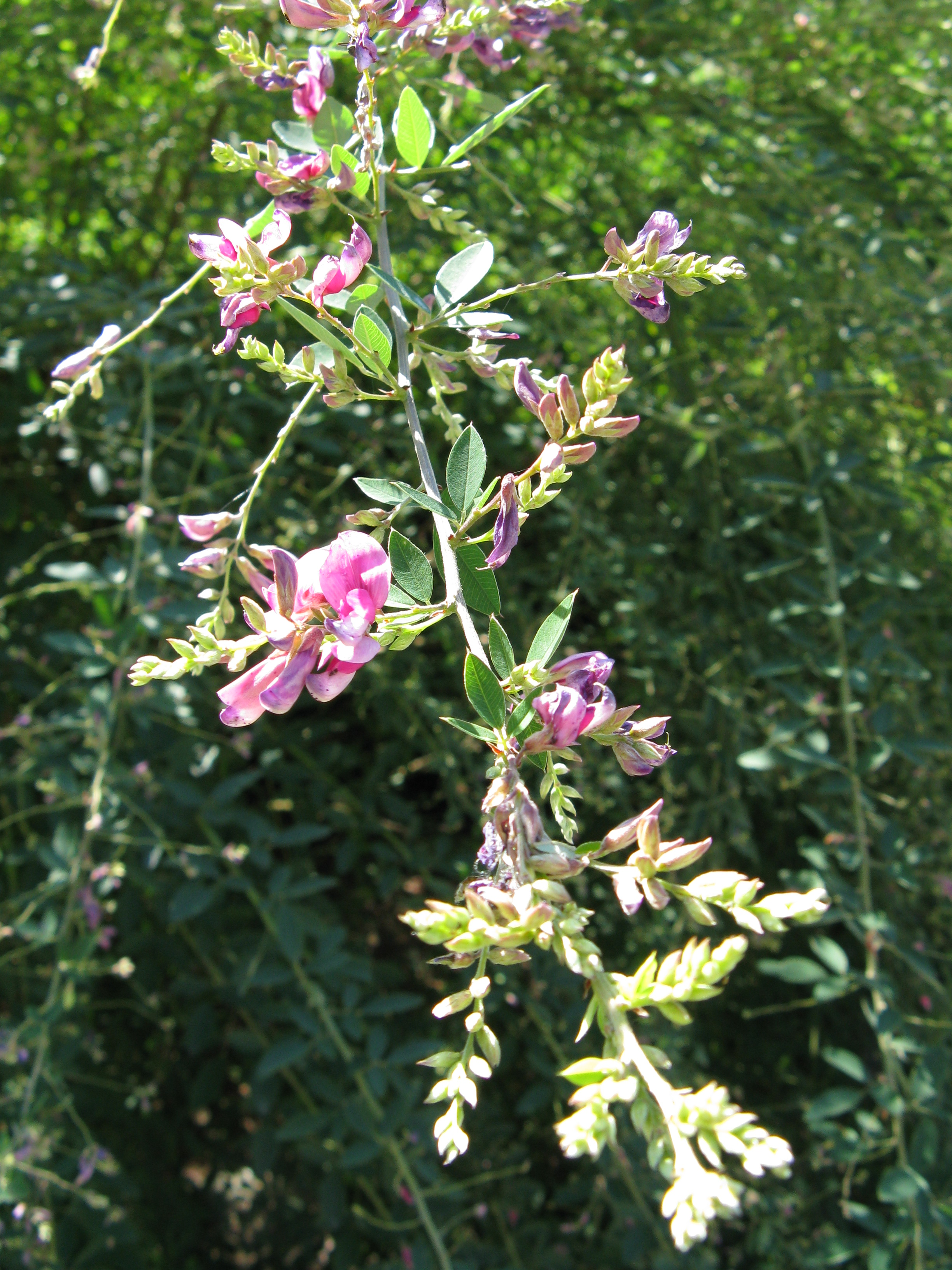
Lespedeza japonica

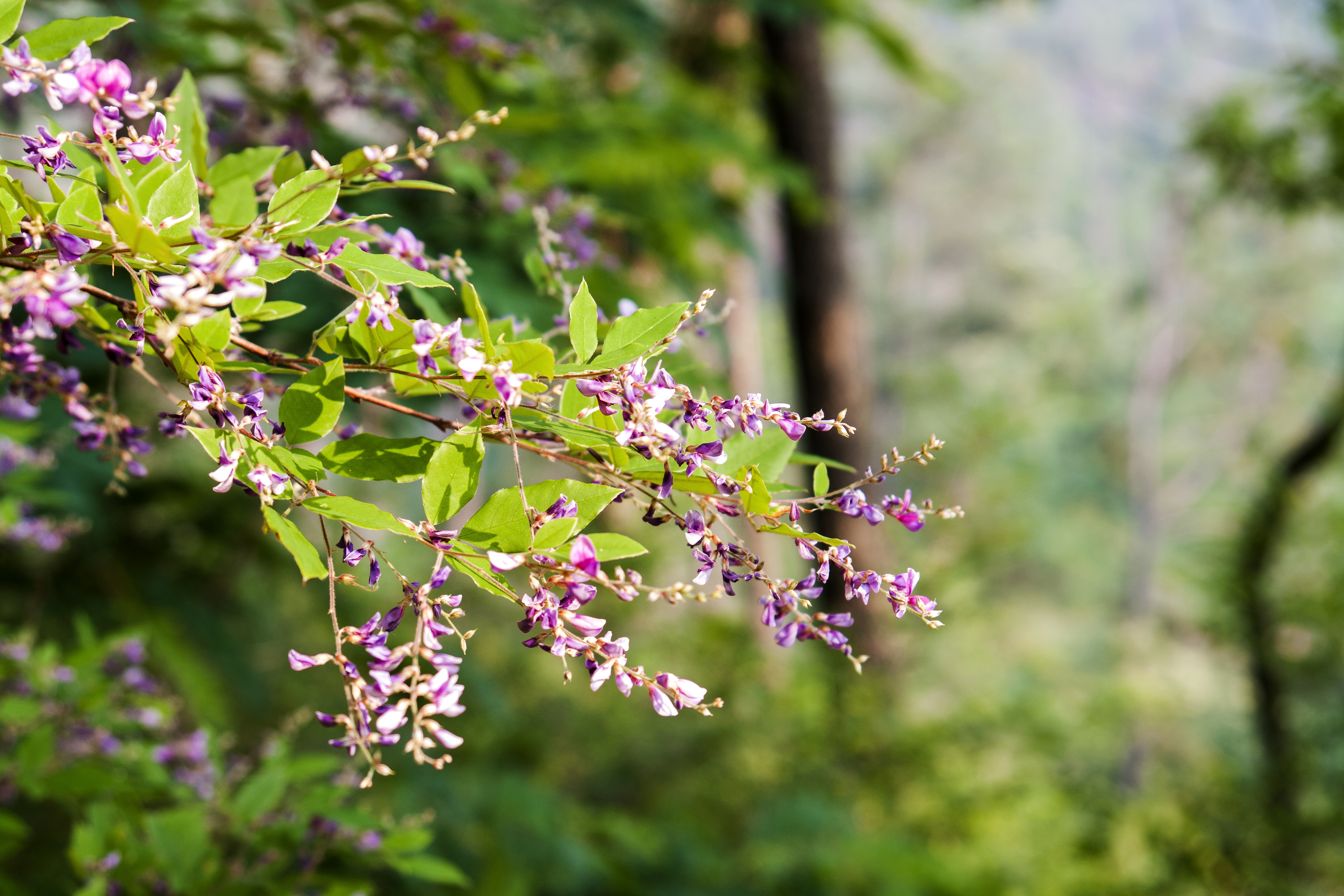
Lespedeza maximowiczii

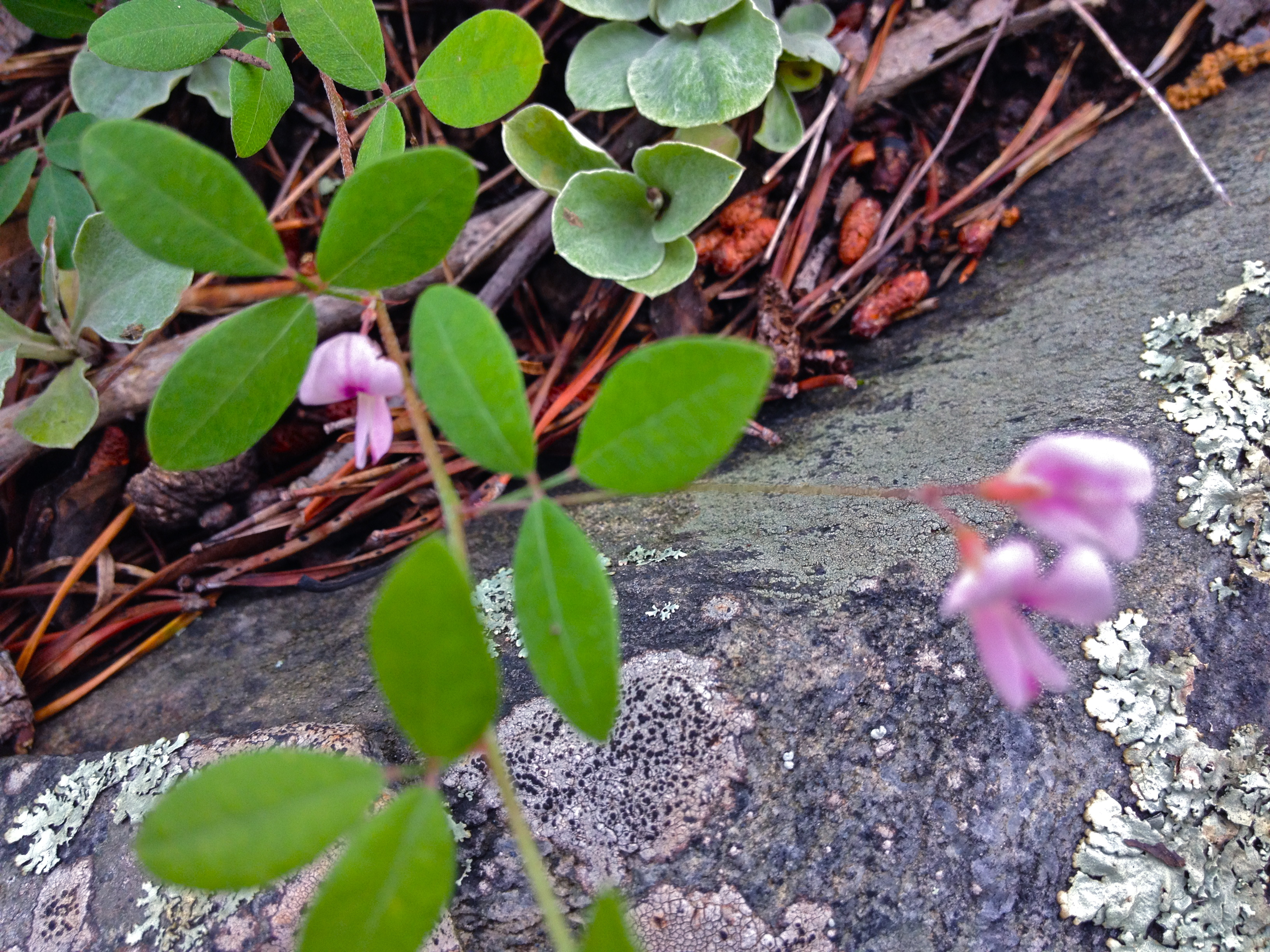
Lespedeza repens

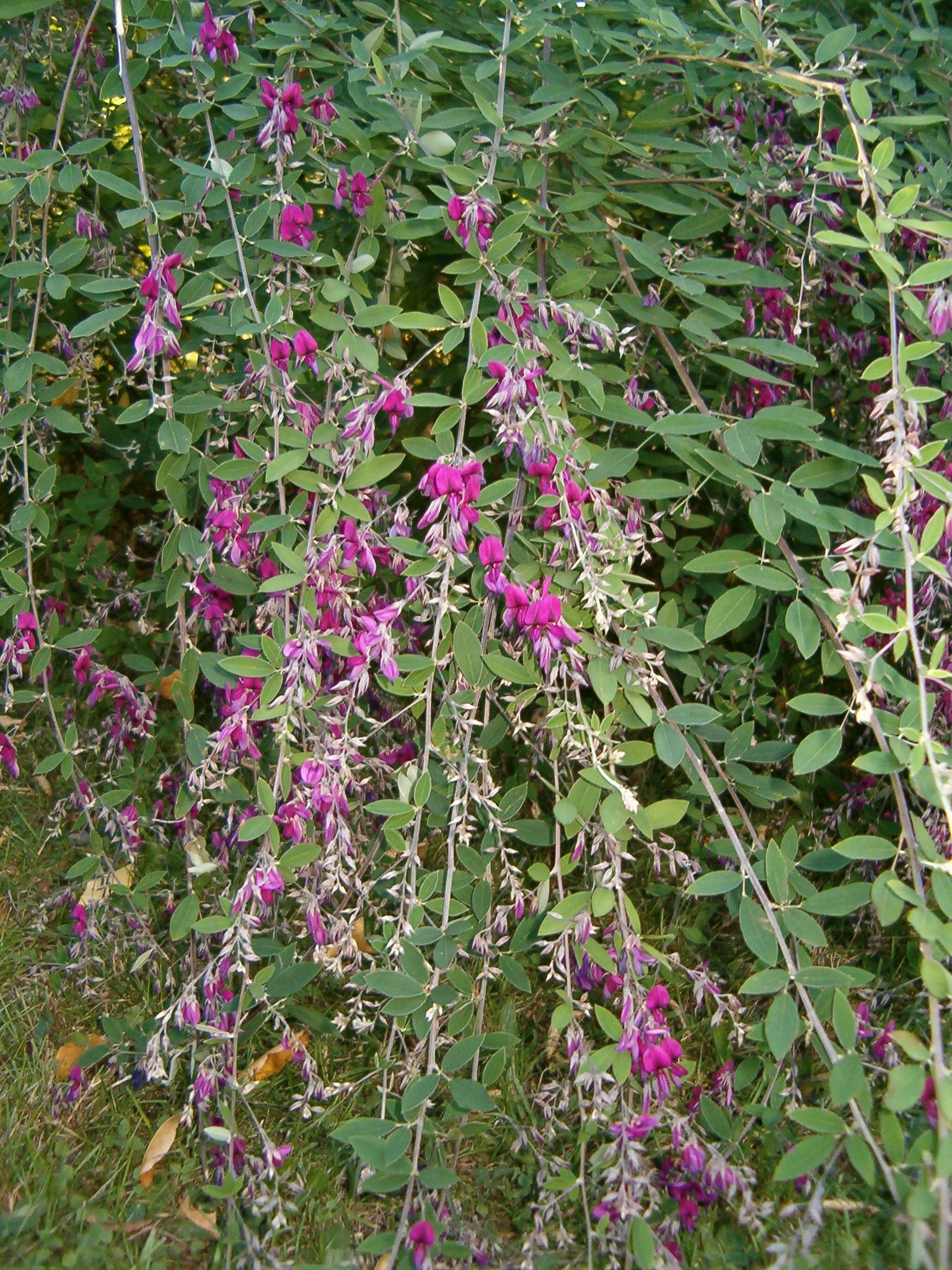
Thunbergs Buschklee (Lespedeza thunbergii)

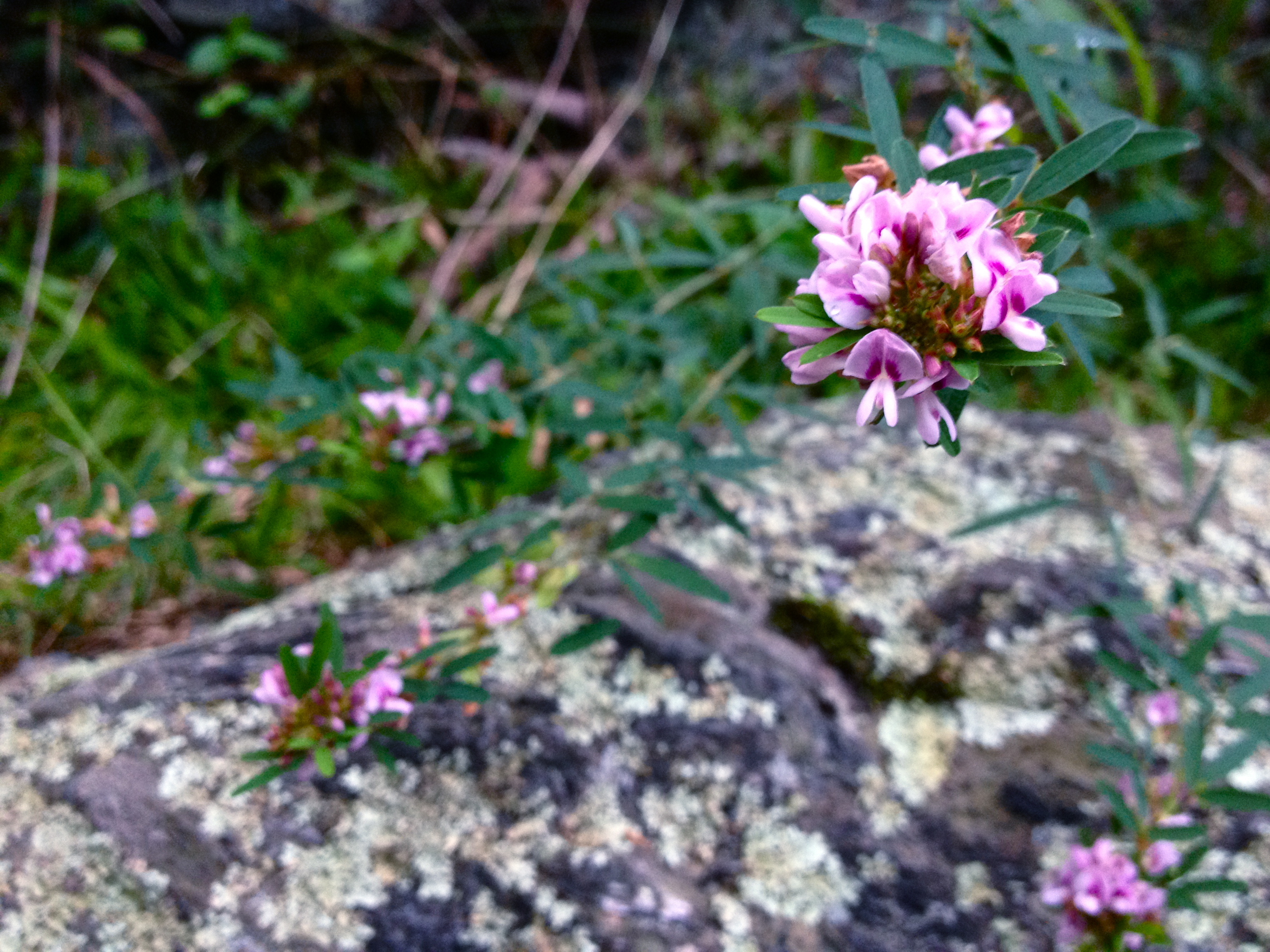
Lespedeza virginica

## Systematik
Die Gattung Lespedeza gehört zur Subtribus Lespedezinae aus der Tribus Desmodieae in der Unterfamilie Faboideae innerhalb der Familie Fabaceae. Ein Synonym für Lespedeza Michx. ist Despeleza Nieuwl. 
Der französische Botaniker, Reisende und Pflanzensammler André Michaux gab der Gattung ihren Namen zu Ehren des spanischen Gouverneurs von Florida, Vincente Manuel de Céspedes (1746–1802). Da statt des Anfangsbuchstaben ‚C‘ ein ‚L‘ übertragen wurde, entstand der Name Lespedeza.
Es gibt etwa (40 bis) 60 Lespedeza-Arten (Auswahl):
- Lespedeza angustifolia (Pursh) Elliott: Sie kommt in den östlichen USA vor.[4]
- Zweifarbiger Buschklee[1] (Lespedeza bicolor Turcz.): Sie ist Japan, Korea, Russland, in der Inneren Mongolei und in den chinesischen Provinzen Anhui, Fujian, Gansu, Guangdong, Guangxi, Hebei, Heilongjiang, Henan, Hunan, Jiangsu, Jilin, Liaoning, Shaanxi, Shandong, Shanxi sowie Zhejiang und vielleicht in der Mongolei verbreitet.[2]
- Lespedeza buergeri Miq.: Sie kommt in den chinesischen Provinzen Anhui, Gansu, Henan, Hubei, Jiangsu, Jiangxi, Shaanxi, Shanxi, Sichuan, Zhejiang und in Japan vor.[2]
- Lespedeza capitata Michx. (Syn.: Lespedeza schindleri H.Lév.[6]): Sie ist in Nordamerika in Kanada und in den USA weitverbreitet.[4]
- Lespedeza caraganae Bunge: Sie gedeiht an Berghängen unterhalb von 1400 Metern in den chinesischen Provinzen Gansu, Hebei, Henan, Liaoning, Shaanxi, Shandong und vielleicht in der Inneren Mongolei.
- Lespedeza chinensis G.Don: Sie kommt in Höhenlagen unterhalb von 2500 Metern in den chinesischen Provinzen Anhui, Fujian, Guangdong, Hubei, Hunan, Jiangsu, Jiangxi, Sichuan, Zhejiang und in Taiwan vor.[2]
- Chinesischer Buschklee[1] (Lespedeza cuneata (Dum.Cours.) G.Don): Sie kommt in Indien, Pakistan, Nepal, Bhutan, Laos, Thailand, Afghanistan, Korea, China, Vietnam, Japan, Indonesien, Malaysia und auf den Philippinen natürlich vor. Sie ist beispielsweise in den Nordamerika und Australien ein Neophyt.[2]
- Lespedeza cyrtobotrya Miq.: Sie kommt in Japan, Korea, Russland und in den chinesischen Provinzen Gansu, Guangdong, Hebei, Heilongjiang, Henan, Jiangxi, Jilin, Liaoning, Shaanxi, Shanxi sowie Zhejiang vor.[2]
- Lespedeza daurica (Laxm.) Schindl.: Sie kommt vom nordöstlichen China, Japan, Korea und Sibirien bis zur Mongolei und dem äußersten Ostasien vor.[4]
- Lespedeza davidii Franch.: Sie kommt in den chinesischen Provinzen Guangdong, Guangxi, Guizhou, Hunan, Jiangxi und Zhejiang vor.[4]
- Lespedeza dunnii Schindl.: Sie kommt in China in den Provinzen Anhui, Fujian und vielleicht auch Zheijiang vor.[2]
- Lespedeza elegans Cambess.: Sie ist in Kaschmir beheimatet.[7]
- Lespedeza fasciculiflora Franch.: Je nach Autor gibt zwei Varietäten oder nur die Nominatform:[2]
  - Lespedeza fasciculiflora Franch. var. fasciculiflora: Sie gedeiht in Höhenlagen von 1600 bis 3000 Metern in Tibet und in den chinesischen Provinzen westliches Sichuan sowie nordwestliches Yunnan.[2]
  - Lespedeza fasciculiflora var. hengduanshanensis C.J.Chen: Sie gedeiht nur in Trockentälern in Höhenlagen von 1800 bis 2600 Metern in Tibet und Sichuan.[2]
- Lespedeza floribunda Bunge: Sie kommt in Pakistan, Indien, in China und in der Mongolei vor.[4]
- Lespedeza fordii Schindl.: Sie gedeiht in Höhenlagen unterhalb von 800 Metern in den chinesischen Provinzen Anhui, Fujian, Guangdong, Guangxi, Hunan, Jiangsu, Jiangxi und Zhejiang vor.[2]
- Lespedeza forrestii Schindl.: Sie gedeiht in Höhenlagen von 2200 bis 2800 Metern in den chinesischen Provinzen Sichuan und Yunnan vor.[2]
- Lespedeza frutescens (L.) Hornem.: Sie ist in Kanada und in den USA weitverbreitet.[4]
- Lespedeza gerardiana Maxim.: Sie kommt in Indien, Pakistan, Nepal, Bhutan und Tibet vor.[2]
- Lespedeza hispida (Franch.) T.Nemoto & H.Ohashi: Sie ist in Indien, Pakistan, Nepal, Tibet und Yunnan verbreitet.[2]
- Lespedeza hirta (L.) Hornem.: Sie kommt in Kanada und in den USA vor.[4]
- Lespedeza homoloba Nakai: Sie kommt in Japan vor.[4]
- Lespedeza inschanica (Maxim.) Schindl.: Sie kommt in den chinesischen Provinzen Anhui, Gansu, Hebei, Hubei, Hunan, Jiangsu, Liaoning, Nei Mongol, Shaanxi, Shandong, Shanxi, Sichuan, Yunnan, in Japan und Korea vor.[2]
- Lespedeza japonica L.H.Bailey: Sie ist nur aus Kultur bekannt.[4]
- Lespedeza juncea (L. f.) Pers. (Syn.: Lespedeza caraganae Bunge, Lespedeza cystoides Nakai, Lespedeza hedysaroides (Pall.) Kitag., Lespedeza inschanica (Maxim.) Schindl.): Sie kommt in Japan, Korea, im östlichen Sibirien, Russlands Fernem Osten, in der Mongolei, in der Inneren Mongolei und in den chinesischen Provinzen Gansu, Hebei, Heilongjiang, Jilin, Liaoning, Shandong sowie Shanxi, vor.[2]
- Lespedeza leptostachya Engelm.: Sie kommt in Illinois, Iowa, Minnesota und Wisconsin vor.[4]
- Lespedeza lichiyuniae T.Nemoto, H.Ohashi & T.Itoh: Sie gedeiht in Bergtälern und sonnigen Berghängen in Höhenlagen von meist 500 bis 1700 (200 bis 3000) Metern in den chinesischen Provinzen Anhui, Chongqing, Gansu, Guizhou, Henan, Hubei, Hunan, Jiangsu, Shaanxi, Sichuan sowie Yunnan. In Japan ist sie ein Neophyt.[2]
- Lespedeza maximowiczii C.K.Schneid.: Sie kommt in Japan, Korea und in den chinesischen Provinzen Anhui, Henan sowie Zhejiang vor.[2]
- Lespedeza melanantha Nakai: Die Heimat ist Japan und Korea.[4]
- Lespedeza mucronata Ricker: Sie gedeiht an ariden, sandigen Standorten nur in den chinesischen Provinzen Fujian, Guangdong, Jiangxi sowie Zhejiang.[2]
- Lespedeza patens Nakai: Sie kommt auf der japanischen Insel Honshu vor.[4]
- Lespedeza pilosa (Thunb.) Sieb. & Zucc.: Sie kommt in Japan, Korea, Tibet und in den chinesischen Provinzen Anhui, Fujian, Gansu, Guangdong, Guizhou, Hubei, Hunan, Jiangsu, Jiangxi, Shaanxi, Sichuan sowie Zhejiang vor.
- Lespedeza potaninii Vassilcz.: Sie kommt in den chinesischen Provinzen Gansu, Hebei, Henan, Jiangsu, Liaoning, Nei Mongol, Ningxia, Qinghai, Shaanxi, Shandong, Shanxi, Sichuan, Tibet sowie Yunnan vor.[2]
- Lespedeza procumbens Michx.: Sie kommt in den USA vor.[4]
- Lespedeza repens (L.) W.P.C.Barton: Sie kommt in den USA vor.[4]

- Lespedeza stuevei Nutt.: Sie kommt in den USA vor.[4]
- Thunbergs Buschklee (Lespedeza thunbergii (DC.) Nakai, inkl. Lespedeza formosa (Vogel) Koehne): Sie kommt mit mehreren Unterarten in Anhui, Fujian, Gansu, Guangdong, Guangxi, Guizhou, Hebei, Henan, Hubei, Hunan, Jiangsu, Jiangxi, Shaanxi, Shandong, Sichuan, Yunnan, Zhejiang, Taiwan, Indien, Japan und Korea vor.[2]
- Lespedeza tomentosa (Thunb.) Sieb. ex Maxim.: Sie ist in Indien, Kaschmir, Nepal, Pakistan, China, Japan, Korea, Russland und in der Mongolei weitverbreitet.[2]
- Lespedeza violacea (L.) Pers.: Sie kommt im östlichen Kanada und in den USA vor.[4]
- Lespedeza virgata (Thunb.) DC.: Sie kommt mit mindestens zwei Varietäten in den chinesischen Provinzen Anhui, Fujian, Guizhou, Hebei, Henan, Hubei, Hunan, Jiangsu, Jiangxi, Liaoning, Shaanxi, Shandong, Shanxi, Zhejiang, Taiwan, Japan und Korea vor.[2]
- Lespedeza virginica (L.) Britton: Sie ist vom östlichen Kanada über die USA bis ins nördliche Mexiko verbreitet.[4]